# Italienischer Hip-Hop
Italienischer Hip-Hop begann in den frühen 1990er-Jahren. Eine der ersten Hip-Hop-Gruppen, die vom italienischen Mainstream Beachtung erhielt, war Mailands Articolo 31, damals und heute von Franco Godi produziert, der die Filmmusik zu den animierten TV-Serien über Signor Rossi in den 1970er-Jahren schrieb.
In den frühen 1980er-Jahren breitete sich Hip-Hop nach Italien aus, Seite an Seite mit dem jamaikanischen Raggamuffin. Der erste Star war Jovanotti, der Rap im sonst traditionellen italienischen Pop nutzte. Trotzdem waren einige seiner Songs purer Hip-Hop, z. B. „Il Rap“, den Public Enemys Chuck D samplete.
Articolo 31 begann als ein hauptsächlich vom Eastcoast-Hip-Hop beeinflusstes Hip-Hop-Duo, aber wechselte zu einem gewinnbringenderen Stil während seiner Karriere und entwickelte sich schließlich zu einer Punk/Pop/Crossover-Gruppe. Andere wichtige Gruppen und Rapper sind Bolognas Camelz in Effect mit ihrem frühen Hit „Slega la Lega“, Sangue Misto mit ihrem 1994 erschienenen Album „SMX“, die politische Gruppe 99 Posse, deren Musik Einflüsse von Weltmusik bis Trip-Hop hat. Gangsta-Rap-Gruppen sind Sr Razza und La Fossa aus Sardinien, Colle der Fomento und Flaminio Maphia aus Rom sowie Kaos One aus Mailand. Die wahrscheinlich bekanntesten italienischen Rapper neben Articolo 31 sind Sottotono aus Varese, Neffa aus Bologna und Piotta, der Rom repräsentiert und durch eine ironische Interpretation des Coatto (der stereotype, italienische Junge) berühmt wurde. Caparezza ist ein weiterer bekannter Rapper.
Es gibt auch einige Gruppen, die in lokalen Dialekten oder Sprachen rappen, wie z. B. La Famiglia und Almamegretta auf neapolitanisch, wobei bei dieser Band die Übergänge in den Reggae bzw. andere Stilrichtungen fließend sind; Sa Razza (teilweise) auf Sardisch und die DLH Posse und Dj Tubet, die sowohl auf Friaulisch als auch auf Italienisch rappt. 99 Posse nutzt sowohl das Italienische als auch Neapolitanische, während La Pooglia Tribe und Sud Sound System beide auf Italienisch und Dialekten aus der apulischen Region rappen.
In den letzten Jahren tauchten neue Gruppen wie Cor Veleno, Brusco, Gli Inquilini und La Squadra aus Rom, Club Dogo, JTAG, Emis Killa und Vacca aus Mailand, Salmo aus Sardinien, Co’Sang aus Neapel oder Stokka & Madbuddy aus Palermo in der italienischen Hip-Hop-Szene auf.

## Belege
1. ↑  Articolo 31 chi sono, età, canzoni: tutto sul gruppo in gara tra i big a Sanremo. 6. Februar 2023, abgerufen am 10. Januar 2024 (italienisch).
2. ↑  Rockol com s.r.l: √ Biografia di Jovanotti | Le ultime news, concerti e testi. Abgerufen am 10. Januar 2024 (italienisch).
3. 1 2  10 album fondamentali del rap italiano anni ’90. Rolling Stone Italia, 17. August 2022, abgerufen am 10. Januar 2024 (italienisch).
4. 1 2  Sky TG24: 99 posse le 5 canzoni più famose per festeggiare i 30 anni di carriera. 6. Mai 2021, abgerufen am 10. Januar 2024 (italienisch).
5. ↑  Un pezzo di storia hip hop per la prima volta su doppio vinile. Fuori ora in pre order Wessisla dei sardi Sa Razza. In: nootempo.net. Abgerufen am 10. Januar 2024 (italienisch).
6. ↑  La Fossa - Biografia. Abgerufen am 10. Januar 2024 (italienisch).
7. ↑  Colle der Fomento, quando il rap era solo hardcore. Rolling Stone Italia, 7. Dezember 2022, abgerufen am 10. Januar 2024 (italienisch).
8. ↑  Flaminio Maphia. Abgerufen am 10. Januar 2024.
9. ↑  Kaos è ancora in sella (letteralmente). Rolling Stone Italia, 16. November 2023, abgerufen am 10. Januar 2024 (italienisch).
10. ↑  Sottotono – Il ritorno dell’hip hop originale. Rolling Stone Italia, 4. Juni 2021, abgerufen am 10. Januar 2024 (italienisch).
11. ↑  Valentina Camera: L’evoluzione di Neffa: dai centri sociali ai Sangue Misto (prima parte). 17. Februar 2018, abgerufen am 10. Januar 2024 (italienisch).
12. ↑  Mauro Abbate: Piotta, il rapper romano che è ben più di un Supercafone. 30. November 2023, abgerufen am 10. Januar 2024 (italienisch).
13. ↑  Dum Dum Republic - LA FAMIGLIA - RAP NAPOLETANO AL DUM DUM REPUBLIC! Abgerufen am 10. Januar 2024.
14. ↑  Biografia Almamegretta. Abgerufen am 10. Januar 2024 (italienisch).
15. ↑  Title: Meet The Fastest Rapper in The World: List of Top 20 in 2024. 31. Mai 2023, abgerufen am 10. Januar 2024 (englisch).
16. ↑  20 anni di La Pooglia Tribe. Radio Città Aperta, 15. September 2020, abgerufen am 10. Januar 2024 (italienisch).
17. ↑  Mirko Grimaldi: Le radici ca tieni: italiano, dialetto e rap nel Salento. (academia.edu [abgerufen am 10. Januar 2024]).
18. ↑  Cor Veleno. Abgerufen am 10. Januar 2024 (italienisch).
19. ↑  Condé Nast: Club Dogo, il ritorno in musica con il nuovo album. 2. Januar 2024, abgerufen am 10. Januar 2024 (italienisch).
20. ↑  Emis Killa. Abgerufen am 10. Januar 2024.
21. ↑  Salmo: biografia, discografia e contatti ufficiali. Abgerufen am 10. Januar 2024 (italienisch).
22. ↑  Co'Sang: La Storia e la Discografia. ClubHipHop, 21. Oktober 2023, abgerufen am 10. Januar 2024 (italienisch).
23. ↑  Stokka & MadBuddy. Abgerufen am 10. Januar 2024 (italienisch).